# Orde voor Militaire Verdienste
De Orde voor Militaire Verdienste (Servo-Kroatisch: Orden Armija Narodna Jugoslavije) werd door de regering van Joegoslavië sinds 1954 verleend. De wet op de onderscheidingen van de Joegoslavische federatie kende maarschalk Tito deze op de borst gedragen ster in 1954 toe. Zie de Lijst van ridderorden en onderscheidingen van maarschalk Tito. In het geval van Tito werd een bijzondere uitvoering, een "ster met lauwerkrans" verleend.
De orde werd verleend voor verdiensten voor de strijdkrachten.
- De leden van deze orde dragen een ster op de linkerborst.

## De versierselen
Het kleinood is een gouden ster met zestien punten. Daarop ligt een groene lauwerkrans met daarop gekruiste ontblote gouden zwaarden. Op de zwaarden ligt een wit wapenschild met een rode ster. Daarboven is een kroon of helmteken in de vorm van vijf toortsen geplaatst.